# Тилли, Мег
Мег Тилли (англ. Meg Tilly, имя при рождении — Маргарет Элизабет Чан, англ. Margaret Elizabeth Chan, род. 14 февраля 1960, Лонг-Бич, Калифорния) — американская актриса, танцовщица и писательница. Номинантка на «Оскар» и лауреат премии «Золотой глобус» в 1986 году в категории «Лучшая актриса второго плана» за роль в фильме «Агнесса Божья».

## Биография
Мег Тилли родилась в семье Гэрри Чана, американца китайского происхождения, и Патрисии Тилли, которая имеет ирландские и индейские корни. Выросла Мег в Британской Колумбии в Канаде. Ее старшая сестра — актриса Дженнифер Тилли. Мег Тилли училась танцам в «Connecticut Ballet Company» и «Throne Dance Theatre». В 1980 году ее ожидал первый успех в фильме Алана Паркера «Слава».
После травмы Мег Тилли была вынуждена оставить танцы и сконцентрироваться на актерской карьере. В 1985 г. Тилли получила первую значительную роль в фильме «Агнесса Божья», где ее партнерами были Джейн Фонда и Энн Бэнкрофт. За участие в этом фильме Мег Тилли была награждена премией «Золотой глобус» и номинировалась на «Оскар». Тилли снималась в фильмах: «Вальмон» с Колином Фёртом, «Качели», «Маскарад» с Ким Кэттролл, «Спи со мной», в ленте Абеля Феррары «Похитители тел». В 1995 года она в последний раз снялась в телевизионном фильме «Journey» с участием Элайзы Душку.
Кроме того Мег Тилли написала роман «Singing Songs». А в 2006 году вышел ее второй роман — «Gemma».
До 1989 года Мег Тилли была замужем за кинопродюсером Тимом Циннеманном, у них двое детей. От трехлетних отношений с британским актёром Колином Фёртом у Тилли есть сын Уильям. С 1992 по 2002 г. она была замужем за бывшим президентом компании «Sony Pictures» Джоном Кэлли.

## Фильмография
| Год       |    | Русское название                       | Оригинальное название             | Роль             |
| --------- | -- | -------------------------------------- | --------------------------------- | ---------------- |
| 1980      | ф  | Слава                                  | Fame                              | балерина         |
| 1981      | тф |                                        | The Trouble with Grandpa          | Дори             |
| 1982      | ф  | Одна тёмная ночь                       | One Dark Night                    | Джули Уэллс      |
| 1982      | с  | Блюз Хилл стрит                        | Hill Street Blues                 | проститутка      |
| 1982      | ф  | Текс                                   | Tex                               | Джейми Коллинз   |
| 1983      | ф  | Психо 2                                | Psycho II                         | Мэри Лумис       |
| 1983      | ф  | Большое разочарование                  | The Big Chill                     | Хлоя             |
| 1984      | ф  | Импульс                                | Impulse                           | Дженнифер        |
| 1985      | ф  | Агнесса Божья                          | Agnes of God                      | сестра Агнесса   |
| 1986      | ф  | Не в своей тарелке                     | Off Beat                          | Рэйчел           |
| 1988      | ф  | Маскарад                               | Masquerade                        | Оливия Лоуренс   |
| 1988      | ф  | Девушка на качелях                     | The Girl in a Swing               | Карин            |
| 1989      | с  |                                        | Nightmare Classics                | Кармилла         |
| 1989      | ф  | Вальмон                                | Valmont                           | мадам де Турвель |
| 1990      | тф | В лучших интересах ребёнка             | In the Best Interest of the Child | Дженнифер Колтон |
| 1990      | ф  | Два Джейка                             | The Two Jakes                     | Китти Берман     |
| 1992      | ф  | Побег из Нормала                       | Leaving Normal                    | Марианна         |
| 1993      | с  | Дорога в Эйвонли                       | Road to Avonlea                   | Эвелин Гриер     |
| 1993      | ф  | Похитители тел                         | Body Snatchers                    | Кэрол Мэлоун     |
| 1993      | с  | Идеальные преступления                 | Fallen Angels                     | Луи Уэлдон       |
| 1994      | с  |                                        | Winnetka Road                     | Джордж Грейс     |
| 1994      | ф  | Спи со мной                            | Sleep with Me                     | Сара             |
| 1994      | тф | Главные тайны                          | Trick of the Eye                  | Фейт Кроуэлл     |
| 1995      | тф | Джорни                                 | Journey                           | Мин              |
| 2010      | с  | Каприка                                | Caprica                           | мать             |
| 2012—2013 | с  | Девушки и бомбы                        | Bomb Girls                        | Лорна Корбетт    |
| 2014      | тф | Девушки и бомбы: Лицом к лицу с врагом | Bomb Girls — Facing the Enemy     | Лорна Корбетт    |
| 2017      | ф  | Машина войны                           | War Machine                       | Джини Макмен     |
| 2022      | с  | Чаки                                   | Chucky                            | Мег Тилли        |